# 전기공

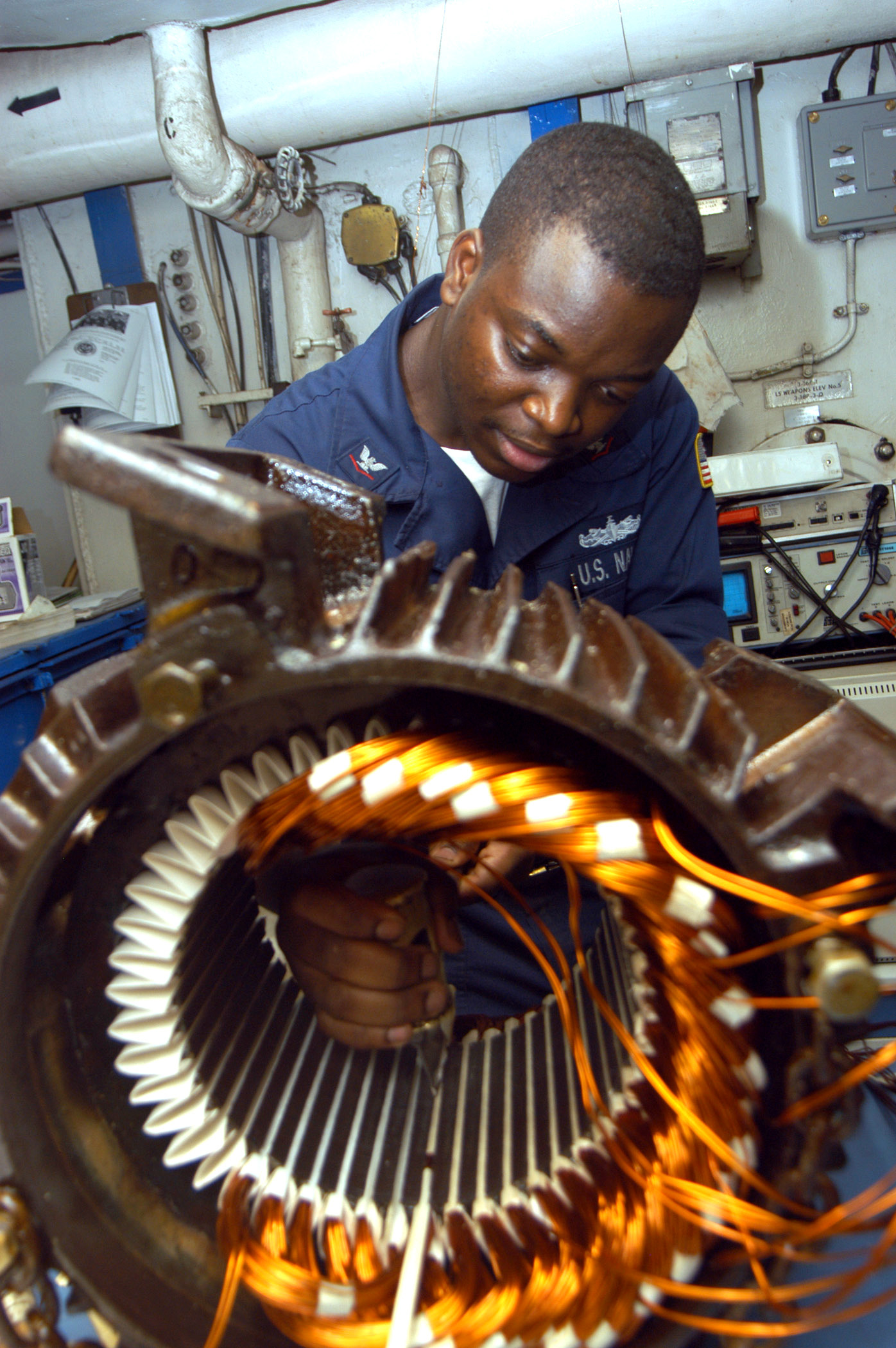

전기공(electrician)은 건물, 송전선, 고정 기계 및 관련 장비의 전기 배선을 전문으로 하는 기술자이다. 전기공은 새로운 전기 부품을 설치하거나 기존 전기 인프라를 유지 관리 및 수리하는 데 고용될 수 있다. 전기공은 선박, 비행기, 기타 모바일 플랫폼, 데이터 및 케이블 라인 배선을 전문으로 할 수도 있다.

## 같이 보기
- 가선공
- 국제전기노동자형제단